# Associazione Calcio Riccione 1978-1979
Questa pagina raccoglie le informazioni riguardanti l'Associazione Calcio Riccione nelle competizioni ufficiali della stagione 1978-1979.

## Organigramma societario
Area direttiva
- Presidente: Giovanni Cesarini
- Segretario: Luciano Puviani

Area tecnica
- Direttore sportivo: Manlio Muccini
- Allenatore: Luciano Pirazzini, poi Giancarlo Ansaloni

## Rosa
| N. |                   | Ruolo | Calciatore          |
| -- | ----------------- | ----- | ------------------- |
|    | Italia (bandiera) | C     | Fausto Alimenti     |
|    | Italia (bandiera) | A     | Roberto Baldan      |
|    | Italia (bandiera) | D     | Giorgio Battiston   |
|    | Italia (bandiera) | D     | Alessandro Celadon  |
|    | Italia (bandiera) | D     | Renato Cinti        |
|    | Italia (bandiera) | C     | Giovanni Cioncolini |
|    | Italia (bandiera) | A     | Franco Conti        |
|    | Italia (bandiera) | C     | Giuseppe Donatelli  |
|    | Italia (bandiera) | P     | Stefano Filippini   |
|    | Italia (bandiera) | A     | Fulvio Giovanetti   |
|    | Italia (bandiera) | D     | Oliviero Inverardi  |
|    | Italia (bandiera) | C     | Marco Lombardi      |
|    | Italia (bandiera) | A     | Manuel Marini       |

| N. |                   | Ruolo | Calciatore          |
| -- | ----------------- | ----- | ------------------- |
|    | Italia (bandiera) | P     | Pietro Martini      |
|    | Italia (bandiera) | P     | Marcello Menghini   |
|    | Italia (bandiera) | D     | Marco Montironi     |
|    | Italia (bandiera) |       | Nanni               |
|    | Italia (bandiera) |       | Papini              |
|    | Italia (bandiera) | D     | Alberto Pari        |
|    | Italia (bandiera) | C     | Mauro Rabitti       |
|    | Italia (bandiera) | C     | Federico Righi      |
|    | Italia (bandiera) | C     | Gabriele Salgarella |
|    | Italia (bandiera) | C     | Moreno Semprini     |
|    | Italia (bandiera) | D     | Vittorio Spimi      |
|    | Italia (bandiera) | C     | Daniele Tani        |
|    | Italia (bandiera) | A     | Daniele Vorazzo     |

## Risultati

### Campionato

#### Girone di andata
| 1º ottobre 1978 1ª giornata | Gallipoli | 3 – 0 | Riccione |  |

| 8 ottobre 1978 2ª giornata | Riccione | 0 – 2 | Osimana |  |

| 15 ottobre 1978 3ª giornata | Riccione | 1 – 1 | Giulianova |  |

| 22 ottobre 1978 4ª giornata | Avezzano | 0 – 1 | Riccione |  |

| 29 ottobre 1978 5ª giornata | Formia | 1 – 0 | Riccione |  |

| 5 novembre 1978 6ª giornata | Riccione | 1 – 1 | Monopoli |  |

| 12 novembre 1978 7ª giornata | Frosinone | 1 – 1 | Riccione |  |

| 19 novembre 1978 8ª giornata | Riccione | 0 – 1 | Vis Pesaro |  |

| 26 novembre 1978 9ª giornata | Anconitana | 0 – 0 | Riccione |  |

| 3 dicembre 1978 10ª giornata | Riccione | 2 – 0 | Pro Vasto |  |

| 10 dicembre 1978 11ª giornata | Banco di Roma | 1 – 0 | Riccione |  |

| 17 dicembre 1978 12ª giornata | Riccione | 1 – 1 | Brindisi |  |

| 30 dicembre 1978 13ª giornata | Riccione | 0 – 4 | Fano |  |

| 7 gennaio 1979 14ª giornata | Francavilla | 1 – 0 | Riccione |  |

| 14 gennaio 1979 15ª giornata | Riccione | 0 – 0 | Civitanovese |  |

| 21 gennaio 1979 16ª giornata | LVPA Frascati | 1 – 1 | Riccione |  |

| 28 gennaio 1979 17ª giornata | Riccione | 0 – 0 | Lanciano |  |

#### Girone di ritorno
| 4 febbraio 1979 18ª giornata | Riccione | 1 – 0 | Virtus Gallipoli |  |

| 11 febbraio 1979 19ª giornata | Osimana | 1 – 1 | Riccione |  |

| 18 febbraio 1979 20ª giornata | Giulianova | 4 – 0 | Riccione |  |

| 25 febbraio 1979 21ª giornata | Riccione | 2 – 0 | Avezzano |  |

| 4 marzo 1979 22ª giornata | Riccione | 4 – 0 | Formia |  |

| 11 marzo 1979 23ª giornata | Monopoli | 1 – 1 | Riccione |  |

| 25 marzo 1979 24ª giornata | Riccione | 2 – 0 | Frosinone |  |

| 1º aprile 1979 25ª giornata | Vis Pesaro | 0 – 0 | Riccione |  |

| 8 aprile 1979 26ª giornata | Riccione | 1 – 0 | Anconitana |  |

| 23 aprile 1979 27ª giornata | Pro Vasto | 2 – 0 | Riccione |  |

| 29 aprile 1979 28ª giornata | Riccione | 2 – 1 | Banco di Roma |  |

| 6 maggio 1979 29ª giornata | Brindisi | 5 – 3 | Riccione |  |

| 13 maggio 1979 30ª giornata | Fano | 2 – 1 | Riccione |  |

| 20 maggio 1979 31ª giornata | Riccione | 1 – 0 | Francavilla |  |

| 27 maggio 1979 32ª giornata | Civitanovese | 4 – 2 | Riccione |  |

| 3 giugno 1979 33ª giornata | Riccione | 2 – 1 | LVPA Frascati |  |

| 9 giugno 1979 34ª giornata | Lanciano | 4 – 1 | Riccione |  |